# 2592 Hunan
2592 Hunan (1966 BW) là một tiểu hành tinh vành đai chính được phát hiện ngày 30 tháng 1 năm 1966 bởi Đài thiên văn Tử Kim Sơn ở Nanking.